# Энфиачян, Арташес
Арташес Ованнесович Энфиаджян (Энфиаджянц)(в до рев. России Энфiаджiанц)) (арм. Արտաշես Էնֆիաջյան, 1866—1924) — крупный российский, армянский а затем бельгийский промышленник.  С 1918 по 1920 год министр финансов Первой Республики Армения. Член Армянской народной партии. 

## Биография
Родился в 1866 году. В дореволюционной России был крупным промышленником и предпринимателем. Занимался табачным бизнесом. В  период Первой Республики Армения с 1918 по 1920 год занимал пост министра финансов. Являлся членом Армянской народной партии. Арташес в составе делегации Ованеса Каджазнуни ездил в США. Участвовал в подписании Севрского договора (10 августа 1920). После установления большевистской власти в Армении уехал за границу и стал владельцем завода по производству сигарет в Бельгии. В письме жене первый премьер-министр Армении Ованес Каджазнуни оценил владельца табачной фабрики Арташеса Энфиаджяна как самого большого члена Армянской народной партии в кабинете министров, добавив, что им «трудно управлять»
Скончался 4 марта 1924 года.